# Eddie Quillan
Edward „Eddie“ Quillan (* 31. März 1907 in Philadelphia, Pennsylvania; † 19. Juli 1990 in Burbank, Kalifornien) war ein US-amerikanischer Theater- und Filmschauspieler.

## Leben
Eddie Quillan war eines von fünf Kindern von Joseph und Sarah Quillan, den Leitern einer Vaudeville-Theatergruppe, genannt The Rising Generation. Mit seinen Geschwistern stand Eddie ab seinem siebten Lebensjahr auf der Bühne und war bald ein Allround-Talent, dessen Repertoire von Singen übers Tanzen bis hin zur Stand-up-Comedy reichte. Bald tourten die Quillans überall in den USA und traten unter anderem im Orpheum Theatre auf. 1925 trat die Theatergruppe erstmals in Los Angeles auf, wo der 18-jährige Eddie Quillan von Filmproduzent Mack Sennett entdeckt wurde. Ein Jahr später, 1926, debütierte er in der Stummfilm-Komödie A Love Sundae. Es war auch Sennett, der Quillan schließlich groß heraus brachte. So drehte Qillan über 20 Spielfilme unter Sennetts Leitung.
Die 1930er-Jahre des 20. Jahrhunderts waren es, in denen Quillan in zahlreichen großen Spielfilmen zu sehen war. Zu Anfang der Dekade spielte Quillan mehrere jugendliche Hauptrollen, etwa in Night Work (1930) oder Girl Crazy (1932). Da er für einen klassischen Leading Man allerdings etwas zu klein war, musste Quillan sich bald auf Nebenrollen verlegen, die häufig ängstlicher oder tragischer Natur waren. Zu seinen bekanntesten Filmen gehören der 1935 produzierte Abenteuerfilm Meuterei auf der Bounty und die von John Ford inszenierte Filmbiografie Der junge Mr. Lincoln (1939) mit Henry Fonda in der Titelrolle. Mit Ford und Fonda arbeitete Quillan ein Jahr später für die Literaturverfilmung Früchte des Zorns erneut zusammen, hier läuft Quillans Figur seiner schwangeren Ehefrau auf der Suche nach besserer Arbeit davon.
Doch bald war das Interesse der Hollywood-Produzenten an Quillan erschöpft, sodass sich dieser in den 1940ern hauptsächlich in B-Movies wiederfand. Dennoch blieb er auch in den folgenden Jahrzehnten ein vielbeschäftigter Nebendarsteller. Ab den 1950er-Jahren war Quillan fast ausschließlich in Fernsehserien wie Rauchende Colts und Die Straßen von San Francisco zu sehen. Auch wirkte er zwischen 1977 und 1983 in sieben Episoden von Unsere kleine Farm mit, immer in verschiedenen Gastrollen. Nach einer Gastrolle in Matlock zog er sich 1987 von der Schauspielerei zurück. Quillan, der den Aufstieg und Fall des klassischen Hollywood-Films miterlebt hatte, war nun ein gefragter Interviewpartner von Filmhistorikern.
Drei Jahre später starb Eddie Quillan, der nie verheiratet war, und auch keine Kinder hatte, im Alter von 83 Jahren an Krebs. Sein Grab befindet sich auf dem San Fernando Mission Cemetery in Mission Hills, einem Stadtteil von Los Angeles.

## Filmografie (Auswahl)

### Kino
- 1926: A Love Sundae (Kurzfilm)
- 1927: Catalina, Here I Come (Kurzfilm)
- 1927: The Golf Nut (Kurzfilm)
- 1928: Das gottlose Mädchen (The Godless Girl)
- 1929: The Sophomore
- 1930: Night Work
- 1930: Big Money
- 1931: Stout Hearts and Willing Hands (Kurzfilm)
- 1931: Sweepstakes
- 1931: The Tip-Off
- 1931: The Big Shot
- 1932: Girl Crazy
- 1933: Strictly Personal
- 1933: Broadway to Hollywood
- 1933: Meet the Baron
- 1934: Hollywood Party
- 1934: Gridiron Flash
- 1935: Meuterei auf der Bounty (Mutiny on the Bounty)
- 1936: The Mandarin Mystery
- 1937: London by Night
- 1937: Die große Stadt (Big City)
- 1939: Ein ideales Paar (Made for Each Other)
- 1939: Black River (Allegheny Uprising)
- 1939: The Family Next Door
- 1939: The Flying Irishman
- 1939: Der junge Mr. Lincoln (Young Mr. Lincoln)
- 1940: Früchte des Zorns (The Grapes of Wrath)
- 1940: Dancing on a Dime
- 1941: Die Abenteurerin (The Flame of New Orleans)
- 1941: Too Many Blondes
- 1941: Flying Blind
- 1942: Der Gentleman-Killer (Kid Glove Killer)
- 1943: It Ain’t Hay
- 1943: Alaska Highway
- 1943: Here Comes Kelly
- 1944: The Impostor
- 1944: Slightly Terrific
- 1944: Dixie Jamboree
- 1944: Dark Mountain
- 1944: Mystery of the River Boat
- 1945: Jungle Queen
- 1945: Jungle Raiders
- 1945: Sensation Hunters
- 1952: A Fool and His Honey (Kurzfilm)
- 1954: Brigadoon
- 1955: Nobody’s Home (Kurzfilm)
- 1961: Ich bin noch zu haben (The Ladies Man)
- 1962: Immer nur deinetwegen (Who’s Got the Action?)
- 1963: Papa’s Delicate Condition
- 1963: Summer Magic
- 1963: Wenn mein Schlafzimmer sprechen könnte (Come Blow Your Horn)
- 1963: Promises! Promises!
- 1963: Im Sattel ritt der Tod (Gunfight at Comanche Creek)
- 1963: In Liebe eine 1 (Take Her, She’s Mine)
- 1963: Eine zuviel im Bett (Move Over, Darling)
- 1964: Tolle Nächte in Las Vegas (Viva Las Vegas)
- 1964: Helden ohne Hosen (Advance to the Rear)
- 1965: Ein Zebra in der Küche (Zebra in the Kitchen)
- 1965: Colorado Saloon 12 Uhr 10 (The Bounty Killer)
- 1966: The Ghost and Mr. Chicken
- 1966: Frankie und Johnny (Frankie and Johnny)
- 1967: Acht gehen türmen (Eight on the Lam)
- 1967: Leitfaden für Seitensprünge (A Guide for the Married Man)+
- 1968: The Wicked Dreams of Paula Schultz
- 1968: The Shakiest Gun in the West
- 1968: Did You Hear the One About the Traveling Saleslady?
- 1969: Angel in My Pocket
- 1969: Hello, Dolly!
- 1971: How to Frame a Figg
- 1972: Es kracht – es zischt – zu seh’n ist nischt (Now You See Him, Now You Don’t)
- 1975: Der Retorten-Goliath (The Strongest Man in the World)
- 1978: Zirkuszauber (Mr. Too Little)

### Fernsehen
- 1958–1963: The Real McCoys (fünf Folgen)
- 1959: Der Texaner (The Texan, Folge 1x34)
- 1960: Der zweite Mann (The Deputy, Folge 1x18)
- 1961: Mr. Ed (Mister Ed, Folge 2x09)
- 1961–1966: Perry Mason (drei Folgen)
- 1962: Kein Fall für FBI (The Detectives Starring Robert Taylor, Folge 3x21)
- 1962: Meine drei Söhne (My Three Sons, Folge 2x36)
- 1962: Bonanza (Folge 4x12)
- 1962: Westlich von Santa Fé (The Rifleman, zwei Folgen)
- 1964: Temple Houston (Folge 1x21)
- 1964–1965: Valentine's Day (21 Folgen)
- 1964–1966: The Addams Family (fünf Folgen)
- 1965: Andy Griffith Show (Folge 6x08)
- 1966: Geächtet (Branded, Folge 2x22)
- 1966–1970: Daniel Boone (vier Folgen)
- 1967: Solo für O.N.C.E.L. (The Man from U.N.C.L.E., Folge 3x19)
- 1967: Batman (Folge 2x45)
- 1967: Der Marshall von Cimarron (Cimarron Strip, Folge 1x10)
- 1967: Big Valley (The Big Valley, Folge 3x13)
- 1967–1969: Die Spur des Jim Sonnett (The Guns of Will Sonnett, drei Folgen)
- 1967, 1969: Verrückter wilder Westen (The Wild Wild West, zwei Folgen)
- 1968–1971: Julia (24 Folgen)
- 1969: Die Leute von der Shiloh Ranch (The Virginian, Folge 7x24)
- 1971, 1974: Rauchende Colts (Gunsmoke, zwei Folgen)
- 1972: Columbo (Folge 1x06)
- 1972: Adam-12 (Folge 4x16)
- 1972: FBI (The F.B.I., Folge 7x24)
- 1973–1975: Mannix (3 Folgen)
- 1973: Tod eines Komplizen (Incident on a Dark Street, Fernsehfilm)
- 1974: Maschine Gun Kelly (Melvin Purvis: G-Man, Fernsehfilm)
- 1975: Der letzte Ritt der Daltons (The Last Day, Fernsehfilm)
- 1976: Petrocelli (Folge 2x18)
- 1976: Die Straßen von San Francisco (The Streets of San Francisco, Folge 4x23)
- 1977: Make-up und Pistolen (Police Woman, Folge 4x07)
- 1977: Mad Bull – Der Supercatcher (Mad Bull, Fernsehfilm)
- 1977–1983: Unsere kleine Farm (Little House on the Prairie, sieben Folgen)
- 1978: Baretta (Folge 4x12)
- 1979: Kaz & Co (Kaz, Folge 1x22)
- 1980: Die Jeffersons (The Jeffersons, Folge 6x21)
- 1980: Geheimcode Chaos (For the Love of It, Fernsehfilm)
- 1982: Boomer, der Streuner (Here’s Boomer, Folge 2x10)
- 1982: Vater Murphy (Father Murphy, Folge 2x08)
- 1984–1986: Ein Engel auf Erden (Highway to Heaven, drei Folgen)
- 1985: Hardcastle & McCormick (Folge 2x19 Strand der Vergangenheit)
- 1985: Hell Town (acht Folgen)
- 1986: Das Model und der Schnüffler (Moonlighting, Folge 2x13)
- 1986: Das A-Team (The A-Team, Folge 5x12 Landesverrat)
- 1987: Matlock (Folge 1x14)